# Aidarbek Saparow

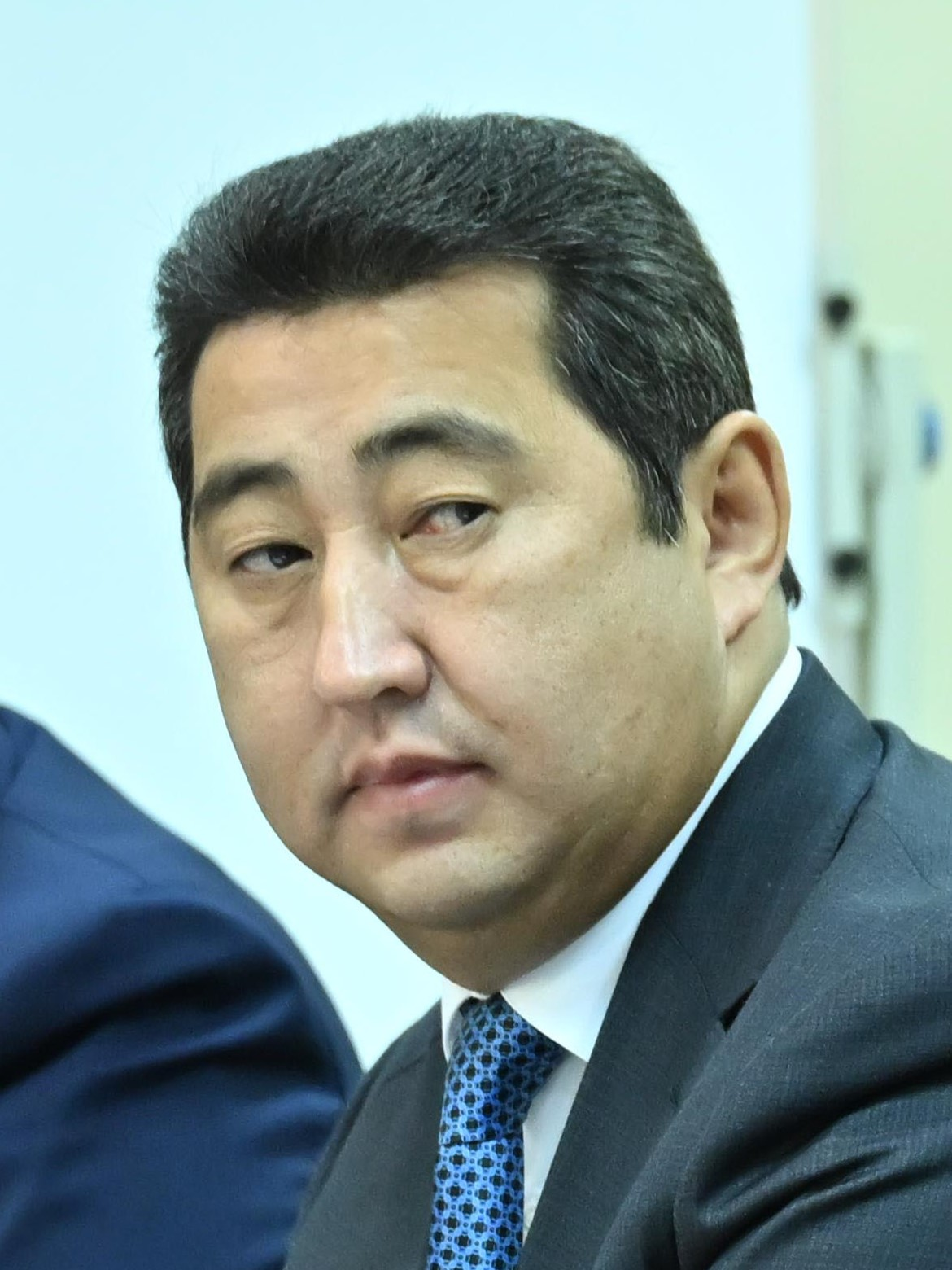
Aidarbek Saparow (2023)

Aidarbek Seipiluly Saparow (kasachisch Айдарбек Сейпілұлы Сапаров Aidarbek Seipılūly Saparov, russisch Айдарбек Сейпеллович Сапаров Aidarbek Seipellowitsch Saparow; * 12. Juni 1966 in Krasnoje, Kasachische SSR) ist ein kasachischer Politiker.

## Leben
Saparow wurde 1966 im Dorf Krasnoje (heute: Noghaibai) im heutigen Audan Maghschan Schumabajew in Nordkasachstan geboren. Er machte 1992 einen Abschluss am landwirtschaftlichen Institut Omsk in Russland. Einen weiteren Abschluss erlangte er 2006 an der Staatlichen Universität Nordkasachstan.
Nach seinem Abschluss am landwirtschaftlichen Institut in Omsk arbeitete er zunächst in der freien Wirtschaft in verschiedenen Unternehmen der Landwirtschaftsbranche. 2006 bekam er einen Posten im kasachischen Landwirtschaftsministerium, wo er Leiter der regionalen Territorialinspektion für das Gebiet Nordkasachstan wurde.
Mit dem Amt des Äkim des Audan Schal Aqyn hatte Saparow ab 2006 zum ersten Mal ein politisches Amt inne. Nach zwei Jahren an der Spitze des Bezirks wurde er 2008 Äkim des Audan Maghschan Schumabajew. Von 2010 bis 2011 war er stellvertretender Äkim (Gouverneur) von Nordkasachstan und in dieser Position zuständig für den Bereich Landwirtschaft. Danach war er ab 2011 insgesamt acht Jahre lang erster stellvertretender Äkim von Nordkasachstan. Am 18. März 2019 wurde er zum ersten stellvertretenden Landwirtschaftsminister Kasachstans ernannt. Am 1. Dezember 2022 wurde er Äkim von Nordkasachstan.
Seit dem 4. September 2023 ist er Landwirtschaftsminister Kasachstans.